# 倉岡裕之
倉岡 裕之（くらおか ひろゆき、1961年8月3日 - ）は、日本の登山家、山岳ガイド。エベレスト登頂11回は日本人最多。

## 概要
1961年8月3日、東京都に生まれる。我孫子市内の小中学校を卒業。中学校時代から丹沢で登山に親しむ。高校進学後、山岳部がなかったために毎日手賀沼で10kmタイムトライアルを行って身体を鍛えた。
大学進学後、登攀クラブ蒼氷でクライミングを始め、1984年木本哲らとともにエンゼルフォール(1,283m)を未踏ルートで初登攀成功。
1985年、映画「植村直己物語」の撮影スタッフとして5月マッキンリー登頂、10月エベレストロケに参加する。帰国後、懸垂下降時に事故で大怪我を負い、約12年間クライミングから遠ざかる。
2003年よりラッセルブライス率いるヒマラヤン・エクスペリエンスに、田村真司と共にガイドとして参加。
2006年3月、カルステンツ・ピラミッドに登頂、七大陸最高峰登頂達成(日本人11人目、世界170人目)。
2007年5月、71歳の柳沢勝輔をエベレスト登頂に導き、柳沢勝輔はエベレスト登頂最高齢記録を更新した。
2013年5月、80歳の三浦雄一郎のエベレスト挑戦プロジェクトに参加、三浦雄一郎はエベレスト登頂に成功し、最高齢記録を更新した。
2014年4月、日本テレビ「世界の果てまでイッテQ!」イモトアヤコエベレスト登山企画に参加して現地入りしていたが、大規模な雪崩が発生したために企画自体が中止となった。
2018年9回目のエベレスト、ガイド登頂。
2022年2月から2023年１月までコロナのために海外に出ず。
2023年5月、コロナ明けは、ネパール側から再開し、全員登頂。エベレスト10回目の登頂。10年ぶりにネパール側から。
2024年5月、ネパール側から11回目のガイド登頂。チベット側からは中国の政治事情で許可が下りず。日本人5人、シェルパ7人が登頂。下山中に雪庇崩壊でシェルパと中国人の２名が犠牲に。
世界七大陸最高峰のガイディングをはじめ、マナスル、チョオユー、アマ・ダブラムなどをはじめとした海外高峰登山ガイドとして活躍。エベレスト11回、チョ・オユー3回、マナスル3回、エルブルース10回以上、マッキンリー5回、アコンカグア17回、ヴィンソン・マシフ5回、キリマンジャロ3回、カルステンツ・ピラミッド6回、そのほとんどをガイドとして登頂している。エベレスト登頂9回は、日本人エベレスト最多登頂記録である。
現在、我孫子市在住、日本山岳ガイド協会所属、山岳ガイド、ステージII。

## 経歴
- 1961年8月3日 - 東京都に生まれる。
- 1984年11月23日 - サルト・アンヘル（エンジェルフォール）[左壁](未踏ルート/ベネズエラ)初登攀。(木本哲,小林春好,倉岡裕之)。この登攀はテレビ東京「驚異・失われた世界」で放送された。
- 1985年4月20日 - マッキンリー(6,194m/アメリカ)登頂。(植村直己物語撮影隊:木本哲,倉岡裕之他)5/20にも南壁から登頂
- 1987年12月27日 - キリマンジャロ(5,895m/タンザニア)登頂。(倉岡裕之)
- 1989年8月10日 - エルブルース(5,642m/ロシア)登頂。
- 1991年1月5日 - アコンカグア(6,960m/アルゼンチン)登頂。
- 2003年9月27日 - チョ・オユー(8,201m/チベット)ガイド登頂。(ヒマラヤンエクスペリエンス隊:倉岡裕之,田村真司他)
- 2004年5月23日 - エベレスト[北稜](8,848m/チベット)ガイド登頂。(ヒマラヤン・エクスペリエンス隊:倉岡裕之,斎藤鐘吉,田村俊彦)
- 2005年1月12日 - ヴィンソン・マシフ(4,897m/南極大陸)ガイド登頂。
- 2006年3月26日 - カルステンツ・ピラミッド(5,030m/インドネシア)ガイド登頂。七大陸最高峰登頂。
- 2006年10月2日 - チョ・オユー(8,201m/チベット)ガイド登頂。(ヒマラヤンエクスペリエンス隊:倉岡裕之,田村真司,柳沢勝輔,小林佑三他)
- 2007年5月22日 - エベレスト[北稜](8,848m/チベット)ガイド登頂。(ヒマラヤン・エクスペリエンス隊:倉岡裕之,柳沢勝輔他2名)。このとき同時登頂した柳沢勝輔はエベレスト登頂世界最高齢記録更新(71歳61日)。[3]
- 2008年5月21日 - マナスル(8,163m/ネパール)ガイド登頂。(ボチボチマナスル2008隊:倉岡裕之,滝口清美,芳田猛則,田中由紀子他)
- 2009年5月23日 - エベレスト[南東稜](8,848m/ネパール)ガイド登頂。(ヒマラヤンエクスペリエンス隊:倉岡裕之,田村真司,Mark Woodward,斎藤鐘吉,滝口清美,芳田猛則他)
- 2009年9月28日 - マナスル(8,163m/ネパール)登頂。(ヒマラヤン・エクスペリエンス隊:倉岡裕之他)
- 2010年5月22日 - エベレスト[南東稜](8,848m/ネパール)ガイド登頂。(ヒマラヤン・エクスペリエンス隊:倉岡裕之他)
- 2010年10月3日 - カメット（英語版）(7,760m/インド)ガイド登頂。(ヒマラヤンエクスペリエンス隊:倉岡裕之他)
- 2011年5月20日 - エベレスト[南東稜](8,848m/ネパール)ガイド登頂。(ヒマラヤンエクスペリエンス隊:田村真司,倉岡裕之,平岡竜石,Mark Woodward,石川直樹,田路繁男,鍋島健二他)
- 2013年5月23日 - エベレスト[南東稜](8,848m/ネパール)ガイド登頂。(ミウラエベレスト2013隊:三浦雄一郎,三浦豪太,倉岡裕之,平出和也)。このとき同時登頂した三浦雄一郎はエベレスト登頂世界最高齢記録更新(80歳223日)。[4]
- 2013年9月25日 - マナスル(8,163m/ネパール)ガイド登頂。(ヒマラヤンエクスペリエンス隊:田村真司,倉岡裕之,Bruce Hasler,仙波孝康他)
- 2016年5月20日 - エベレスト[北稜](8,848m/チベット)ガイド登頂。(倉岡ガイド隊:倉岡裕之,竹下千恵)。
- 2017年5月27日 - エベレスト[北稜](8,848m/チベット)ガイド登頂。
- 2018年5月17日 - エベレスト[北稜](8,848m/チベット)ガイド登頂。
- 2022年2月から2023年１月までコロナのために海外に出ず。
- 2023年5月、コロナ明けは、10年ぶりにネパール側から再開し、全員登頂。エベレスト10回目の登頂。
- 2024年5月、ネパール側から11回目のエベレスト、ガイド登頂。

## TV出演等
- 2013年9月26日 TBS「80歳の冒険家 三浦雄一郎 エベレストに登頂できた秘密」
- 2014年5月18日 日本テレビ「世界の果てまでイッテQ!」「イッテQ！登山部世界最高峰エベレストへの挑戦〜その一部始終〜 」
- 2015年4月11日 NHK NHKスペシャル「幻の山カカボラジ　全記録〜アジア最後の秘境を行く〜」[5]
- 2017年12月　日本テレビ「世界の果てまでイッテQ!」「イッテQ！登山部「南極スペシャル」

## 関連書籍
- 柳沢勝輔著『私のエベレスト峰』(2008/6/30,しなのき書房) ISBN 978-4903002187